# 島田市
島田市（日语：／ Shimada shi */?）為靜岡縣中部的市。位于大井川沿岸，過去是志太郡及榛原郡。在過去是東海道島田宿的宿場。

## 地理
- 位于靜岡縣中部的志太平原。
- 河：大井川、大津谷川、伊太谷川、伊久美川、湯日川、大代川、栃山川。

## 行政
- 市長：染谷絹代（2013年5月～）

## 外部連結
- 島田市 （页面存档备份，存于）
- OpenStreetMap上有關島田市的地理